# Georg Martin Lange
Georg Martin Lange (* 28. Oktober 1937 in Danzig; † 6. April 2020) war ein deutscher Fernsehregisseur, Texter und Buchautor.

## Biographie
Georg Martin Lange absolvierte nach einer kaufmännischen Lehre von 1960 bis 1962 die Düsseldorfer Schauspielschule. Ursprünglich wollte er Theaterregisseur werden, 1963 erhielt er beim Westdeutschen Rundfunk in Köln die Möglichkeit, bei Fred Kraus und Günther Hassert zu assistieren. 1965 holte ihn Ekkehard Böhmer zum Hessischen Rundfunk nach Frankfurt für die Sendung EWG sowie Zum Blauen Bock, den er später selbst übernahm. In den folgenden Jahren übernahm er alle Regie-Aufgaben in der Unterhaltung des Dritten Fernsehprogramms des Hessischen Rundfunks.
Ekkehard Böhmer holte ihn dann als Assistenten zum neu gegründeten ZDF. Bald darauf wurde er mit selbständigen Regiearbeiten betraut. Sein Name ist, neben den Sendungen Dalli Dalli mit Hans Rosenthal und „Die Musik kommt“ mit Maria Hellwig, vor allem mit der Serie Der Große Preis mit Wim Thoelke verbunden, die er bis zum Ausscheiden von Wim Thoelke 18 Jahre ununterbrochen leitete.
Georg Martin Lange schrieb auch Texte für Interpreten der volkstümlichen Musikszene, so die „Rosen der Madonna“ mit Bianca und die „Glocken von Stella Maria“ mit Edith Prock als Solistin. Als Autor legte er einen „Almanach der Südtiroler Musikanten“ und ein Buch mit „Südtiroler Kriminalgeschichten zum Schmunzeln“ vor. Für die Stadt Bodenwerder verfasste er das Freilichtspiel „Baron von Münchhausen“, das fast 10 Jahre dort im Sommer aufgeführt wurde. Am 3. März 2011 wurde im Petersdom in Rom eine deutschsprachige Messe nach seinen Texten uraufgeführt. Zuletzt arbeitete Lange als Produzent und Regisseur für den Sender Bibel TV, Hamburg.
Lange starb am 6. April 2020.

## Regiearbeiten (Auswahl)
- Der Große Preis
- Beat, Beat, Beat,
- Frankfurter Stammtisch
- Dalli Dalli
- Die Musik kommt (Serie)
- Zum Blauen Bock
- Karneval in Köln (10 Jahre lang)
- Deutsche Schlager-Festspiele
- Talentschuppen
- Internationale Messe Show
- Zirkus-Zirkus
- Vorentscheidung zum Grand Prix de la Chanson (3 Jahre)
- HEINO – ein Portrait
- HEINO – Stimme der Heimat
- HEINO – So ein Tag …
- Ach du bist’s Mike (Mike Krüger Show)
- Man müsste nochmal 20 sein – 80 Jahre Willy Schneider
- Liebe ist … (Roland Kaiser Show)
- Ernst Mosch – ein Portrait in Musik
- Die Patrick Lindner Show (4 ×)
- Die unglaubliche Show (lobende Anerkennung beim Festival Montreux)
- Modenschau der Melodien
- Filmmusikalische Erinnerungen
- Mein Gästebuch (Serie)
- Schlager Olympiade der 50er Jahre
- Schlagerfestival der 60er Jahre
- Ein Herz für Kinder
- Ihr Einsatz bitte (Serie)
- Melodien für Millionen
- Weihnachten mit dem Bundespräsidenten (4 Jahre)
- Lustige Musikanten (Serie)
- Volkstümliche Hitparade (5 Jahre lang)
- Grand Prix der Volksmusik
- ZDF Sonntagskonzert (5 Jahre lang)